# Tangkan Pulit
Tangkan Pulit is een bestuurslaag in het regentschap Sumbawa van de provincie West-Nusa Tenggara, Indonesië. Tangkan Pulit telt 1439 inwoners (volkstelling 2010).